# Мартелла, Винсент
Винсент Майкл Мартелла (англ. Vincent Michael Martella; род. 15 октября 1992 года, Рочестер, США) — американский актёр, актёр озвучивания и певец, известный своими ролями Грега Вулигера в ситкоме «Все ненавидят Криса» и Финеса Флинна в мультсериале «Финес и Ферб».

## Личная жизнь
Мартелла родился в Рочестере, штат Нью-Йорк в семье итальянского происхождения. В детстве он переехал в центральную Флориду. Он окончил среднюю школу DeLand в 2011 году и готовится к получению онлайн-степени по бизнесу в Университете Флориды.
Мартелла — сын Донны и Майкла Мартелла. Его отцу принадлежит сеть пиццерий «Captain Tony's».
В 2006  получил Премию молодых художников за Лучший спектакль в телесериале (комедия) - поддержка молодого актёра.

## Фильмография

### Кино
| Год  | Название                               | Оригинальное название                                    | Роль                                  | Примечания |
| ---- | -------------------------------------- | -------------------------------------------------------- | ------------------------------------- | ---------- |
| 2005 | Мужчина по вызову 2                    | Deuce Bigalow: European Gigolo                           | Билли                                 |            |
| 2008 | Магазин приманок                       | Bait Shop                                                | Скотт                                 |            |
| 2008 | Взрослая неожиданность                 | Role Models                                              | Артон                                 |            |
| 2010 | Бэтмен: Под красным колпаком           | Batman: Under the Red Hood                               | Молодой Джейсон Тодд / Робин          | Озвучка    |
| 2011 | Финес и Ферб: Покорение 2-го измерения | Phineas and Ferb: Across the 2nd Dimension               | Финес Флинн / Финес из 2-го измерения | Озвучка    |
| 2011 | —                                      | Last at Bat                                              | Брат                                  |            |
| 2015 | Прилипала                              | Clinger                                                  | Роберт Клингер                        |            |
| 2015 | —                                      | Riley                                                    | Коул                                  |            |
| 2015 | Тренер                                 | McFarland, USA                                           | Брэндон                               |            |
| 2020 | Финес и Ферб: Кэндис против Вселенной  | Phineas and Ferb the Movie: Candace Against the Universe | Финес Флинн                           | Озвучка    |
| 2020 | Бэтмен: Смерть в семье                 | Batman: Death in the Family                              | Джейсон Тодд                          | Озвучка    |

### Телевидение
| Год                | Название                                             | Оригинальное название                    | Роль                                     | Примечания                                                       |
| ------------------ | ---------------------------------------------------- | ---------------------------------------- | ---------------------------------------- | ---------------------------------------------------------------- |
| 2004–06            | Рассекреченное руководство Неда по выживанию в школе | Ned's Declassified School Survival Guide | Скуп                                     | 3 эпизода                                                        |
| 2005–09            | Все ненавидят Криса                                  | Everybody Hates Chris                    | Грэг Уилигер (Гришаня Винокур)           | 86 эпизодов                                                      |
| 2007               | —                                                    | Can You Dig It                           | Барри                                    | Озвучка                                                          |
| 2007–15            | Финес и Ферб                                         | Phineas and Ferb                         | Финес Флинн                              | Озвучка                                                          |
| 2010–11            | Ток-шоу Финеса и Ферба                               | Take Two with Phineas and Ferb           | Финес Флинн                              | Озвучка                                                          |
| 2011               | Любовь кусается                                      | Love Bites                               | Джош Форд                                | 1 эпизод                                                         |
| 2012               | Р. Л. Стайн: Время призраков                         | R. L. Stine's The Haunting Hour          | Жан-Луи                                  | "Poof De Fromage" (Сезон 3: эпизод 9)                            |
| 2012               | Менталист                                            | The Mentalist                            | Мартин Клубок                            | "Something's Rotten in Redmond" (Сезон 4: эпизод 20)             |
| 2013–14            | Ходячие мертвецы                                     | The Walking Dead                         | Патрик                                   | (Сезон 4: эпизоды "30 дней без происшествий", "Заражённые", "A") |
| 2016 — наст. время | Закон Мёрфи                                          | Milo Murphy's Law                        | Бредли Николсон / Финес Флинн (1 эпизод) | Озвучка                                                          |

### Видеоигры
| Год  | Название                                   | Роль                                  |
| ---- | ------------------------------------------ | ------------------------------------- |
| 2009 | Phineas and Ferb                           | Финес Флинн                           |
| 2010 | Phineas and Ferb: Ride Again               | Финес Флинн                           |
| 2010 | Final Fantasy XIII                         | Хоуп Эстхайм                          |
| 2010 | Disney Channel All Star Party              | Финес Флинн                           |
| 2011 | Phineas and Ferb: Across the 2nd Dimension | Финес Флинн / Финес из 2-го измерения |
| 2012 | Final Fantasy XIII-2                       | Хоуп Эстхайм                          |
| 2013 | Phineas and Ferb: Quest for Cool Stuff     | Финес Флинн                           |
| 2013 | Disney Infinity                            | Финес Флинн                           |
| 2014 | Lightning Returns: Final Fantasy XIII      | Хоуп Эстхайм                          |
| 2014 | Disney Infinity: Marvel Super Heroes       | Финес Флинн                           |
| 2015 | Disney Infinity 3.0                        | Финес Флинн                           |